# Spirolaxis clenchi
Spirolaxis clenchi is een slakkensoort uit de familie van de Architectonicidae. De wetenschappelijke naam van de soort is voor het eerst geldig gepubliceerd in 1946 door Jaume & Borro.